# Utuana
Utuana ist eine Ortschaft und eine Parroquia rural („ländliches Kirchspiel“) im Kanton Calvas der ecuadorianischen Provinz Loja. Die Parroquia besitzt eine Fläche von 120,9 km². Die Einwohnerzahl lag im Jahr 2010 bei 1337.

## Lage
Die Parroquia Utuana liegt in den westlichen Anden im äußersten Süden von Ecuador. Das Areal liegt in Höhen zwischen 800 m und 2600 m. Die Längsausdehnung des Verwaltungsgebietes in Ost-West-Richtung beträgt etwa 12 km, in Nord-Süd-Richtung 12,5 km. Entlang der südlichen Verwaltungsgrenze fließt der Río Calvas (Río Macará) nach Westen. Er bildet dabei den Grenzfluss zu Peru. Entlang der östlichen Verwaltungsgrenze fließt die Quebrada Samanamaca nach Süden zum Río Calvas. Der äußerste Nordwesten der Parroquia wird über den Río Tangula nach Nordwesten zum Río Catamayo entwässert. Der etwa 2510 m hoch gelegene Hauptort Utuana befindet sich an der Fernstraße E69 (Cariamanga–Macará), 17,5 km westsüdwestlich vom Kantonshauptort Cariamanga.
Die Parroquia Utuana grenzt im Norden an die Parroquia Colaisaca, im Osten an das Municipio von Cariamanga, im Süden an Peru, im Westen an die Parroquias Tacamoros und Sozoranga (beide im Kanton Sozoranga).

## Orte und Siedlungen
In der Parroquia gibt es neben dem Hauptort Utuana folgende Barrios:
- Artón Alto
- Artón Bajo
- Azanuma
- Calguamine
- Chaguarpamba
- Chantaco
- Chingulle
- La Esperanza
- La Leonera
- Lindero
- Macandamine
- Maco
- Manche
- Papaca
- Pueblo Nuevo
- Samanamaca
- Suro
- Tumbunuma
- Tunas Chingulle
- Urama
- Zhocopa

## Geschichte
Am 24. Mai 1947 wurde die Parroquia Utuana gegründet.